# The Disciplines
The Disciplines är ett rockband från Oslo, Norge. Bandet bildades 2005 av 
Bjørn Bergene, Bård Helgeland och Claus Larsen från popgruppen Briskeby och Ken Stringfellow från The Posies. 
Debuten Smoking Kills kom 2009 och följdes av Virgins Of Menance 2011.

## Medlemmar
Nuvarande medlemmar
- Ken Stringfellow – sång (2006– )
- Bjørn Bergene – gitarr (2006– )
- Bård Helgeland – basgitarr (2006– )
- Aleksander Ralla Vilne – trummor (2009– )

Tidigare medlemmar
- Claus Heiberg Larsen – trommer (2006–2009)

## Diskografi
Studioalbum
- 2008: Smoking Kills
- 2011: Virgins of Menace

Singlar
- 2007: "There's a Law" / "Oslo"
- 2007: "Best Mistake" / "No Vacancy"
- 2009: "Yours For the Asking" / "Wrong Lane"
- 2011: "Fate's A Strong Bitch" / "Urbane Problemer"